# Hennessy (cognac)
Hennessy è un marchio di cognac. Con una produzione di circa 50 milioni di bottiglie l’anno, è il cognac più venduto a livello mondiale.

## Storia
L'azienda nacque nel 1765 per volontà di Richard Hennessy, figlio di un nobile irlandese, che dopo aver militato nell'esercito di Luigi XV scoprì i vigneti nella regione di Charente a nord di Bordeaux, appassionandosi fino ad aprire una sua distilleria e studiando un nuovo metodo di lavorazione.
Iniziò quasi subito a esportare nel Regno Unito, in Irlanda, poco dopo negli Stati Uniti.
Il prodotto venne apprezzato da alcuni nobili, tra cui re Giorgio IV del Regno Unito e l'imperatrice Marija Fëdorovna. Nel 1818 venne esportato in Russia e l'anno successivo in India, seguita dal Sud America nel 1845 e dall'Australia nel 1855. Questa rapida espansione portò Hennessy a diventare il primo cognac commercializzato in Cina per mezzo degli ambasciatori francesi nel 1868. In seguito i successori di Richard Hennessy crearono i marchi oggi conosciuti come V.S. (very special) e X.O. (extra old).
Nel 1971 Kilian Hennessy, ultimo erede della famiglia, creò il marchio Moët Hennessy, fondendo l'azienda con Louis Vuitton e dando vita, nel 1987, al gruppo internazionale LVMH.